# Eduard Franz von Liechtenstein

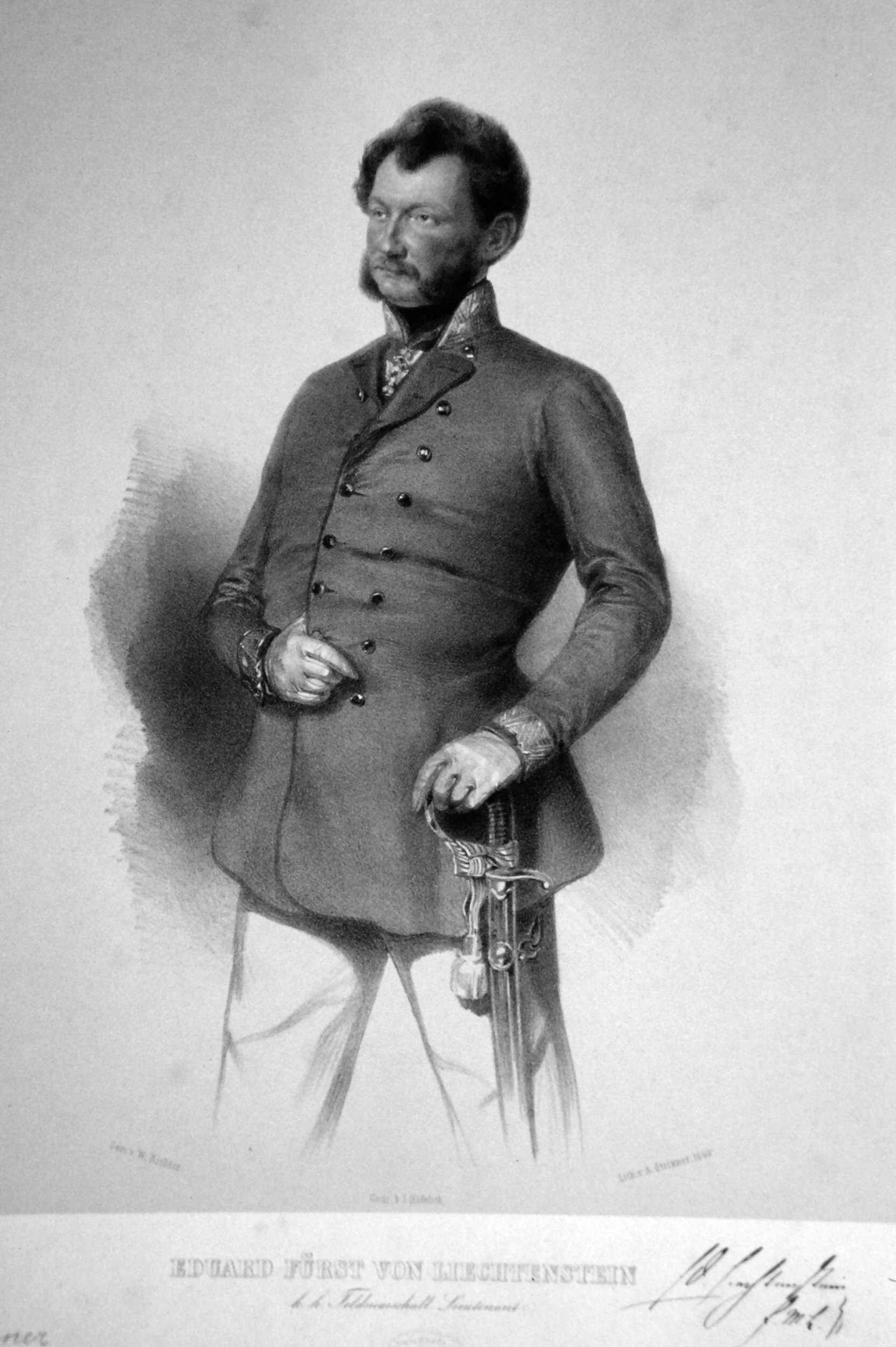
Eduard Franz von Liechtenstein. Lithographie von August Strixner, 1849

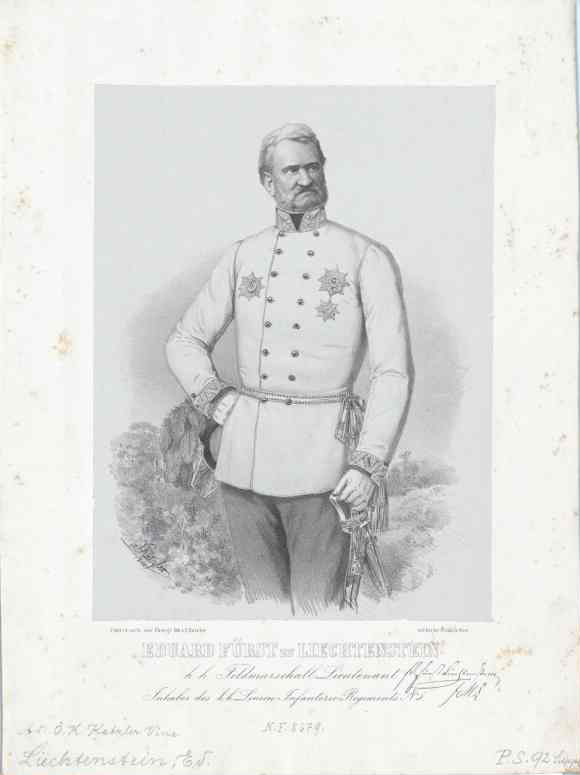
Fürst Eduard Franz von Liechtenstein

Eduard Franz Ludwig Fürst von Liechtenstein (* 22. Februar 1809 in Wien; † 27. Juni 1864 in Karlsbad) war ein österreichischer Feldmarschallleutnant.

## Leben

### Herkunft
Er war ein jüngerer Sohn des Fürsten Johann I. Josef von Liechtenstein und der Josefa zu Fürstenberg-Weitra (1776–1848). Seine Brüder waren der spätere Fürst Alois II. und die Militärs Friedrich (1807–1885) und Franz de Paula von und zu Liechtenstein (1802–1887).

### Militärische Karriere
Er trat früh in die österreichische Armee ein. 1836 diente er bereits als Major im Infanterie-Regiment Nr. 34 und wurde 1838 zum Oberstleutnant und 1840 zum Oberst befördert. 1848 war er Divisionär in Böhmen und unterstützte den Fürsten  Alfred I. zu Windisch-Graetz bei der Niederwerfung des Prager Pfingstaufstands. Am 19. April 1848 wurde er zum Generalmajor befördert. Er wechselte 1849 nach Norditalien und nahm als Brigadeführer im Armeekorps Wimpffen beim Feldzug am Po und beim Vormarsch auf Bologna teil, am 22. Juli 1849 wurde er zum Feldmarschall-Leutnant befördert.
Im Feldzug von 1859 war er Kommandierender General des II. Korps unter Feldzeugmeister Ferenc Gyulay. Seine Truppen kämpften in der Schlacht bei Magenta und deckten den geordneten Rückzug der geschlagenen Hauptarmee. In der Schlacht bei Solferino waren seine Truppen beauftragt, den französischen rechten Flügel unter Canrobert zu umfassen. Das ungeschickte Manövrieren des Fürsten, welcher bei Mantua auch gegen den Anmarsch des französischen V. Corps unter Prinz Napoleon zu sichern hatte, führten dazu, dass seine Truppen keine richtige Feindberührung erlangten. Am 16. November 1860 wurde er pensioniert, seine Grabstätte befindet sich im mährischen  Wranau.

## Familie
Am 15. Oktober 1839 hatte er sich mit Gräfin Honoria Chonloniewska, verwitwete Kowniacki (* 1. August 1813 in Ochlopow, † 1. September 1869 in Brünn) vermählt, aus dieser Ehe stammt:
- Johann Alois (* 25. Juni 1840, † 29. März 1885), vermählt 1870 mit Gräfin Anna  von Degenfeld-Schönburg (1849–1933)